# Rottboellia goalparensis
Rottboellia goalparensis är en gräsart som beskrevs av Norman Loftus Bor. Rottboellia goalparensis ingår i släktet Rottboellia och familjen gräs. Inga underarter finns listade i Catalogue of Life.